# 曾公祠建筑群
曾公祠建筑群，位于中国广东省肇庆市四会市罗源铁坑村前，为四会市的一个市级文物保护单位，类型为古建筑，公布时间为2002年4月2日。
曾公祠建筑群的历史年代为清代。